# James Neill
James Neill (Savannah, 29 settembre 1860 – Glendale, 16 marzo 1931) è stato un attore e regista statunitense dell'epoca del muto.
Era sposato con l'attrice Edythe Chapman, di cui fu spesso partner sul palcoscenico e sullo schermo. Diresse la sua Neill Stock Company, una compagnia teatrale attiva nei primi anni del Novecento. Come interprete, il suo nome appare in diversi spettacoli in cartellone a Broadway.

## Filmografia

### Attore
- The Heart of a Cracksman, regia di Wallace Reid e Willis Robards - cortometraggio 1913
- The Cracksman's Reformation, regia di Willis Robards - cortometraggio (1913)
- The Man on the Box, regia di Oscar Apfel e, non accreditato, Cecil B. DeMille (1914)
- Richelieu, regia di Allan Dwan (1914)
- Where the Trail Divides, regia di James Neill (1914)
- Ready Money, regia di Oscar Apfel (1914)
- The Man from Home, regia di Cecil B. DeMille (1914)
- La rosa del Rancho (Rose of the Rancho), regia di Cecil B. DeMille e Wilfred Buckland (1914)
- The Circus Man, regia di Oscar Apfel (1914)
- Cameo Kirby, regia di Oscar Apfel (1914)
- The Goose Girl, regia di Frederick A. Thomson (1915)
- After Five, regia di Oscar Apfel e Cecil B. DeMille (1915)
- The Warrens of Virginia, regia di Cecil B. DeMille (1915)
- The Governor's Lady, regia di George Melford (1915)
- The Woman, regia di George Melford (1915)
- The Case of Becky, regia di Frank Reicher (1915)
- The Explorer, regia di George Melford (1915)
- Mr. Grex of Monte Carlo, regia di Frank Reicher (1915)
- I prevaricatori (The Cheat), regia di Cecil B. DeMille (1915)
- The Ragamuffin, regia di William C. de Mille (1916)
- Tennessee's Pardner, regia di George Melford (1916)
- To Have and to Hold, regia di George Melford (1916)
- For the Defense, regia di Frank Reicher (1916)
- Maria Rosa
- Sweet Kitty Bellairs, regia di James Young (1916)
- The Thousand-Dollar Husband, regia di James Young (1916)
- A Gutter Magdalene, regia di George Melford (1914)
- The Dream Girl, regia di Cecil B. DeMille (1916)
- The House with the Golden Windows, regia di George Melford (1916)
- The Lash, regia di James Young (1916)
- Oliviero Twist (Oliver Twist), regia di James Young (1916)
- Giovanna d'Arco (Joan the Woman), regia di Cecil B. DeMille (1916)
- Betty to the Rescue, regia di Frank Reicher (1917)
- The Black Wolf, regia di Frank Reicher (1917)
- Those Without Sin, regia di Marshall Neilan (1917)
- The Prison Without Walls, regia di E. Mason Hopper (1917)
- La bottiglia incantata (The Bottle Imp), regia di Marshall Neilan (1917)
- A School for Husbands, regia di George Melford (1917)
- The Girl at Home, regia di Marshall Neilan (1917)
- The Little American, regia di Cecil B. DeMille, Joseph Levering (non accreditati)
- Forbidden Paths, regia di Robert Thornby (1917)
- What Money Can't Buy, regia di Lou Tellegen (1917)
- On the Level, regia di George Melford (1917)
- The Ghost House, regia di William C. de Mille (1917)
- The Trouble Buster, regia di Frank Reicher (1917)
- The Devil-Stone, regia di Cecil B. DeMille (1917)
- Jules of the Strong Heart, regia di Donald Crisp (1918)
- The Widow's Might, regia di William C. de Mille
- A Petticoat Pilot , regia di Rollin S. Sturgeon (1918)
- The Whispering Chorus, regia di Cecil B. DeMille (1918)
- Say! Young Fellow, regia di Joseph Henabery (1918)
- We Can't Have Everything, regia di Cecil B. DeMille (1918)
- Sandy, regia di George Melford (1918)
- Less Than Kin, regia di Donald Crisp (1918)
- The Girl Who Came Back, regia di Robert G. Vignola (1918)
- Women's Weapons, regia di Robert G. Vignola (1918)
- Too Many Millions, regia di James Cruze (1918)
- The Way of a Man with a Maid, regia di Donald Crisp (1918)
- The Secret Garden, regia di G. Butler Clonebaugh (Gustav von Seyffertitz) (1919)
- Perché cambiate marito? (Don't Change Your Husband), regia di Cecil B. DeMille (1919)
- Romance and Arabella, regia di Walter Edwards (1919)
- Fires of Faith, regia di Edward José (1919)
- Men, Women, and Money, regia di George Melford (1919)
- A Daughter of the Wolf, regia di Irvin Willat (1919)
- Her Kingdom of Dreams, regia di Marshall Neilan (1919)
- His Official Fiancée, regia di Robert G. Vignola (1919)
- Everywoman, regia di George Melford (1919)
- Peg o' My Heart, regia di William C. de Mille (1919)
- The Paliser Case, regia di William Parke (1920)
- Fratelli nemici (The Little Shepherd of Kingdom Come), regia di Wallace Worsley (1920)
- A Double-Dyed Deceiver, regia di Alfred E. Green (1920)
- Stop Thief, regia di Harry Beaumont (1920)
- A Voice in the Dark, regia di Frank Lloyd (1921)
- Bits of Life, regia di Marshall Neilan, James Flood (1921)
- Dangerous Curve Ahead, regia di E. Mason Hopper (1921)
- La coppia ideale (Saturday Night), regia di Cecil B. DeMille (1922)
- Un sogno d'amore (Her Husband's Trademark) regia di Sam Wood (1922)
- The Heart Specialist, regia di Frank Urson (1922)
- Our Leading Citizen, regia di Alfred E. Green (1922)
- Buio all'alba (Dusk to Dawn), regia di King Vidor (1922)
- La corsa al piacere (Manslaughter), regia di Cecil B. DeMille (1922)
- Nobody's Money, regia di Wallace Worsley (1923)
- Gli applausi del mondo (The World's Applause), regia di William C. de Mille (1923)
- Scars of Jealousy, regia di Lambert Hillyer (1923)
- The Lonely Road, regia di Victor Schertzinger (1923)
- Salomy Jane, regia di George Melford (1923)
- I dieci comandamenti (The Ten Commandments), regia di Cecil B. DeMille (1923)
- The Thrill Chaser, regia di Edward Sedgwick (1923)
- A Man's Mate, regia di Edmund Mortimer (1924)
- The Crimson Runner, regia di Tom Forman (1925)
- Any Woman, regia di Henry King (1925)
- Grazie! (Thank You), regia di John Ford (1925)
- New Brooms, regia di William C. de Mille (1925)
- A Desperate Moment, regia di Jack Dawn (1926)
- Il re dei re (The King of Kings), regia di Cecil B. DeMille (1927)
- Love Hungry, regia di Victor Heerman (1928)
- 3-Ring Marriage, regia di Marshall Neilan (1928)
- The Border Patrol, regia di James P. Hogan (1928)
- The Idle Rich, regia di William C. de Mille (1929)
- Only the Brave, regia di Frank Tuttle (1930)
- A colpo sicuro (Shooting Straight), regia di George Archainbaud (1930)
- Schiavi della colpa (Man to Man), regia di Allan Dwan (1930) –

### Regista
- Where the Trail Divides (1914)
- The Clue, co-regia di Frank Reicher (1915)